# Ilyushin Il-28
O Ilyushin Il-28 é um avião caça-bombardeiro, originalmente encomendado pela Força Aérea Soviética. Foi o primeiro avião da URSS a entrar em produção de larga-escala. Também foi licenciado na China como Harbin H-5. O total de produção na URSS foi de 6.316 aviões, e mais de 319 H-5s foram construídos. Apenas 187 exemplares do HJ-5 foram produzidos. Nos anos 1990's permaneceu em serviço em várias forças aéreas depois de 40 anos depois que o primeiro II-28 apareceu.
O II-28 tem um codinome "Type 27"  criado pelo Departamento de defesa dos EUA, e a NATO o chama de 'Beagle', enquanto que a variante de treino II-28U tem um codinome do Departamento de Defesa dos EUA "Type 30" e a NATO, por "Mascot". O II-28 foi largamente exportado, servindo em 20 nações.